# Rüssenbach
Rüssenbach ist ein Gemeindeteil der Stadt Ebermannstadt im Landkreis Forchheim (Oberfranken, Bayern).

## Geographie
Das Kirchdorf Rüssenbach liegt in der Fränkischen Schweiz etwa 2 km südwestlich der Stadtmitte von Ebermannstadt am Übergang des Tals des Neuseser Bachs in die Talaue der Wiesent auf Höhen um 298 m ü. NHN und damit über 200 Höhenmeter unter dem steil ansteigenden linken Talsporn. Der sich am Bach entlangziehende Ort grenzt mit dem unteren Rand fast an die von Ebermannstadt her das Wiesenttal durchlaufende B 470, von der aus eine nachrangige Straße das Nebental erschließt. Durch den Ort verläuft der Fränkische Marienweg.

## Geschichte
Der Ort wurde 1069 als „Rvosenbach“ erstmals urkundlich erwähnt. Das Bestimmungswort des Ortsnamens ist der Personenname Ruoso.
Rüssenbach wurde am 1. Januar 1971 in Ebermannstadt eingemeindet. Die ehemalige Gemeinde hatte eine Fläche von 3,34 km².
Die kleine abgegangene Turmhügelburg Rüssenbach war Stammsitz derer von Rüssenbach.
Im Juli 2005 begannen Maßnahmen der Dorferneuerung zur Verbesserung der Lebens-, Wohn- und Arbeitsverhältnisse.

## Sehenswertes
- Bekannt ist Rüssenbach unter anderem durch seinen Osterbrunnen.[8]

## Vereine und Veranstaltungen
- Alljährlich findet am zweiten Wochenende im Mai die Kirchweih statt.
- Ende August findet das Backofenfest statt, das im Jahr 1984 eingeführt wurde.

Vereine in Rüssenbach:
- Freiwillige Feuerwehr
- Katholischer Burschen- und Männerverein Rüssenbach
- Singgemeinschaft Rüssenbach